# Suboty (rejon drohiczyński)
Suboty (biał. Субаты, Subaty; ros. Субботы, Subboty) – wieś na Białorusi, w obwodzie brzeskim, w rejonie drohiczyńskim, w sielsowiecie Braszewicze. W 2009 roku liczyła 95 mieszkańców.